# ベルローズ駅
ベルローズ駅（英: Bellerose）とはロングアイランド鉄道 (LIRR) の本線の駅である。なお、この駅にはヘンプステッド支線の列車のみが停車する。この駅はニューヨーク州ベルローズのジェリコ・ターンパイクから0.25マイル (0.40 km)南のコモンウェルス・ブルバードとスーペリア・ロードの交差点にあり、フルサービスの券売機を駅北口、アンダーパスの入口の隣に、毎日の機械 (daily machine) を駅の南口、アンダーパスの入口の隣に有する。この駅はナッソー郡のベルローズ村と隣接地域のニューヨーク市クイーンズ区ベルローズ周辺の地域に便宜を図っている。

## 歴史
ベルローズ駅は当初1898年に建設され1909年の夏に再建された。その駅は1960年12月12日から15日の間休止しており、1960年と1961年の間に3番目の駅と置換された。1960年まで、その駅は4本ある本線の線路の両側にプラットホームを1面有していたが、停車するほぼ全列車がヘンプステッドを発着していた。平面交差解消計画の一環として、本線とヘンプステッド支線のジャンクションはベルローズの西へ移動された。2本の線路はジャマイカとフローラル・パークの間でほぼ並行したままである。プラットホームはヘンプステッド支線の2本の線路の間にある。この駅にはバス停がない。

## 駅構造
|   | ■本線               | 通過                                      |
|   | ■本線               | 通過                                      |
| 1 | ■ヘンプステッド支線 | ニューヨーク方面 （クイーンズ・ビレッジ） |
| 2 | ■ヘンプステッド支線 | ヘンプステッド方面 （フローラル・パーク） |

この駅は有効長8両の高床の島式ホームをヘンプステッド支線の1番線と2番線の間に1面有する。北へ向かう2本の平行する本線の線路はこのプラットホームに接しておらず、そのためオイスターベイ、ロンコンコマ、ハンティントン、モントーク発着の列車はこの駅に停車できない。